# Miloud Rebiaï
Miloud Rebiaï (arab. ميلود ربيعي; ur. 12 grudnia 1993 w Tilimsanie) – algierski piłkarz grający na pozycji defensywnego pomocnika. W sezonie 2021/2022 występuje w klubie MC Algier.
Uczestnik Letnich Igrzysk Olimpijskich 2016.

## Kariera klubowa

### WA Tlemcen
Rebiaï został przeniesiony do seniorskiej drużyny WA Tlemcen 1 stycznia 2012 roku. Zadebiutował on dla tego klubu 24 marca 2012 roku w starciu z MC Saïda (przeg. 1:0). Łącznie dla WA Tlemcen Algierczyk rozegrał 3 mecze, nie strzelając żadnego gola.

### ES Sétif
Rebiaï przeszedł do ES Sétif 1 lipca 2015 roku. Debiut dla tego zespołu zaliczył on 15 sierpnia 2015 roku w zremisowanym 1:1 spotkaniu przeciwko MC Oran. Pierwszego gola piłkarz ten strzelił 7 czerwca 2017 roku w meczu z MO Béjaïa (wyg. 0:3). Ostatecznie w barwach ES Sétif Algierczyk wystąpił 105 razy, zdobywając 6 bramek.

### MC Algier
Rebiaï przeniósł się do MC Algier 11 lipca 2019 roku. Zadebiutował on dla tego klubu 19 sierpnia 2019 roku w meczu z Paradou AC (wyg. 1:2). Pierwszą bramkę zawodnik ten zdobył 28 listopada 2020 roku w zremisowanym 1:1 spotkaniu przeciwko Buffles du Borgou FC. Do 12 września 2021 roku dla MC Algier Algierczyk rozegrał 49 meczów, strzelając 2 gole.

## Kariera reprezentacyjna
| Mecze i gole w reprezentacji | Mecze i gole w reprezentacji | Mecze i gole w reprezentacji | Mecze i gole w reprezentacji | Mecze i gole w reprezentacji | Mecze i gole w reprezentacji | Mecze i gole w reprezentacji | Mecze i gole w reprezentacji     |
| Algieria U-23                | Algieria U-23                | Algieria U-23                | Algieria U-23                | Algieria U-23                | Algieria U-23                | Algieria U-23                | Algieria U-23                    |
| Lp.                          | Data                         | Miejsce                      | Gospodarz                    | Gość                         | Wynik                        | Gol                          | Rozgrywki                        |
| ---------------------------- | ---------------------------- | ---------------------------- | ---------------------------- | ---------------------------- | ---------------------------- | ---------------------------- | -------------------------------- |
| 1.                           | 09.12.2015                   | Dakar                        | Południowa Afryka U-23       | Algieria U-23                | 0:2                          |                              | Mistrzostwa Afryki U-23          |
| 2.                           | 10.08.2016                   | Belo Horizonte               | Portugalia U-23              | Algieria U-23                | 1:1                          |                              | Letnie Igrzyska Olimpijskie 2016 |

## Sukcesy
Sukcesy w karierze klubowej:
- Championnat National de Première Division – 1x, z ES Sétif, sezon 2016/2017
- Puchar Algierii – 1x, z ES Sétif, sezon 2016/2017
- Superpuchar Algierii – 2x, z ES Sétif, sezony 2015/2016 i 2017/2018

Sukcesy w karierze reprezentacyjnej:
- Mistrzostwa Afryki U-23 – 1x, z reprezentacją Algierii U-23, 2015 rok